# BBK Electronics
BBK Electronics Corporation és un conglomerat multinacional xinès. La corporació es dedica a la producció de dispositius electrònics com ara televisors, reproductors MP3, càmeres digitals i telèfons intel·ligents. És dels principals fabricants de telèfons intel·ligents del món.

## Història
Guangdong BBK Electronics Corporation va ser fundada el 18 de setembre de 1995 a Dongguan, província de Guangdong, la Xina.
BBK Electronics Corporation comercialitza telèfons intel·ligents sota les marques Oppo, Viu, OnePlus, Realme (una antiga submarca de OPPO) i iQOO (una antiga submarca de Vivo). També es dedica a la venta de reproductors Blu-ray, auriculars, amplificadors d'auriculars i smartwatches sota la marca Oppo Digital. Al març de 2019, BBK Electronics va anunciar l'incorporació d'iQOO com a nou membre, realitzant alhora la funció de submarca de rendiment.
La seu i la base de producció de BBK Electronics estan ubicades a Chang'an, Dongguan. És el major contribuent de la ciutat de Chang'an.
Al primer trimestre de 2017, BBK Electronics va expedir un total de 56,7 milions de telèfons intel·ligents, col·locant-se per davant tant de Huawei com d'Apple per a convertir-se en el segon major fabricant de telèfons intel·ligents del món, només per darrere de l'empresa sud-coreana Samsung.